# Jezus Leeft
Jezus Leeft is een Nederlandse evangeliserende beweging en politieke partij die in november 2013 werd opgericht door evangelist Joop van Ooijen uit Giessenburg.

## Ideologie
Jezus Leeft heeft als voornaamste doelstelling niet het verkrijgen van politieke representatie, maar het verspreiden van het Evangelie van Jezus Christus. De politieke activiteiten van de organisatie zijn hierbij slechts een middel. 
Hoewel de partij niet primair geïnteresseerd is in electoraal succes, heeft zij wel een politiek programma. Naast het verkondigen van het Evangelie komt de partij op voor de rechten van het ongeboren leven, een duurzame economie, het uittreden van Nederland uit de Europese Unie en een verzorgingsstaat.

### Israël
De partij is voorstander van onvoorwaardelijke steun aan Israël, met Jeruzalem als ongedeelde hoofdstad.

### Onderwijs
De partij is voor kleine scholen en het stimuleren en subsidiëren van thuisonderwijs.

## Verkiezingen
Jezus Leeft heeft aan verschillende verkiezingen voor de Tweede Kamer, Provinciale Staten, Europees Parlement en gemeenteraden meegedaan, maar heeft nooit een zetel weten te behalen. In 2021 deed de partij voor een tweede keer mee aan de Tweede Kamerverkiezingen, maar had in vier kieskringen niet genoeg ondersteuningsverklaringen gekregen om deel te nemen. Dit was wel een verbetering vergeleken met de verkiezingen van 2017, toen de partij in slechts zeven kieskringen meedeed. 
Voor de Tweede Kamerverkiezingen van 2023 had Jezus Leeft ook een lijst ingediend, maar deze voldeed niet aan de voorwaarden doordat onvoldoende ondersteuningsverklaringen waren ingediend.

### Tweede Kamer
| Jaar | Stemmen | %     | Zetels | Aantal kieskringen |
| ---- | ------- | ----- | ------ | ------------------ |
| 2017 | 3.099   | 0,03% | 0/150  | 7/20               |
| 2021 | 5.015   | 0,05% | 0/150  | 16/20              |